# Mráz Ferenc (tanár)
Mráz Ferenc, František Mráz, Fraňo Mráz (Zsolna, 1835. december 18. – Ungvár, 1884. június 12.) főgimnáziumi tanár, nyelvész.

## Életpályája
Apja birtokos és városi tisztviselő volt. Zsolnán a Szent Ferenc-rendiek gimnáziumában tanult, ahol a városi orgonamester a zenére tanította; a bölcseletet Nyitrán végezte. Szorgalmának elismeréseül, miután a papi pályára lépett, püspöke Pestre a központi papnevelőbe küldte teologiára. A következő évben Besztercebányára ment a hittudományok befejezése végett. A lelkészi pályát azonban elhagyta és magát a tanári pályára előkészítendő Prágába ment, az ottani egyetemen egy évig a klasszika-filológiát hallgatta, de egyúttal az énekművészetet is művelte. 
1859. szeptember 16-án Haas Mihály püspök a szatmári királyi katolikus főgimnáziumba a latin és görög nyelv tanítására hívta meg, ahol 1862. szeptember 20-ig működött, majd szülőhelyére költözött. 1863. szeptember 2-án a magyar királyi helytartótanács rendeletével Besztercebányára került, de még mindig helyettes tanárnak és mikor 1865-ben Pesten szaktárgyából megszerezte az algimnáziumi képesítést, szeptember 17-én rendes tanárrá nevezték ki. 1867. július 27-én Ungvárra helyezték át, ahonnan vizsgálatát 1880. június 15-én kiegészítette, egyúttal a szlovák nyelv és irodalomból is tanári képesítést nyert. Ungvárt énektanár, valamint az ungvári dalárdának 14 évig karnagya volt. Mint a tanári könyvtár őre, szabad idejének nagy részét ide visszavonulva a dalárda ügyeinek szentelte. 

## Művei
- Slovenská mluvnica pre gymnásia, reálky, praeparandie a vyššie oddelenia hlavných škôl. Pest, 1865. (Szlovák nyelvtan magyar gimnáziumok, reáliskolák és tanítóképzők számára, 2. jav. kiadás. Pest, 1872.)
- Úplná theoreticko-praktická Mluvnica maďarského jazyka 1866. (Magyar nyelvtan szlovákok számára)